# Graf DK 35

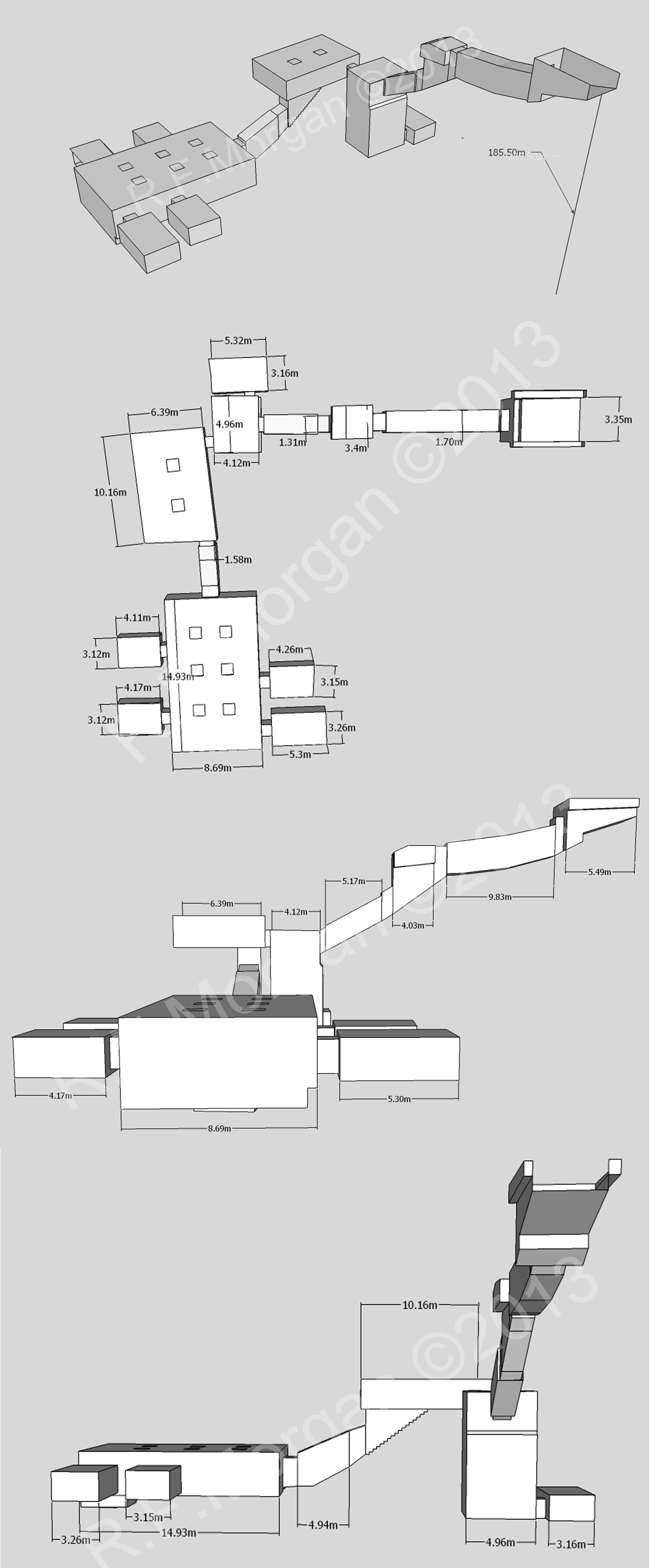
Graf DK 35, isometrie, plattegrond, perspectief vanuit het zuiden, perspectief vanuit het oosten.

Graf DK 35 is de laatste rustplaats van farao Amenhotep II. Het ligt in de Vallei der Koningen en wordt als een van de mooiere Egyptische graven beschouwd. Amenhotep II overleed in 1397 v.Chr. Het werd ontdekt door Victor Loret in maart 1898 en was volledig beroofd van zijn voorwerpen.

## Architectuur
De structuur lijkt sterk op die van het graf van Thoetmosis III, de voorganger van Amenhotep. Het graf heeft eveneens twee assen. De oost-west-as heeft twee gangen en de rituele schacht. Na de schachtkamer draait het graf en de noord-zuid-as begint met de voorkamer. Deze heeft twee zuilen en via een trap en een derde gang komt men uit in de zaal met zes pilaren. Deze zaal is versierd met teksten van het boek Amdoeat. Via een kleine trap bereikt men de grafkamer waar een rood kwartsieten sarcofaag ligt. Op het ogenblik van de ontdekking lag de mummie van de farao er nog steeds in.
In de zaal met zes pilaren is nog een andere ontdekking gedaan. De zaal bevat vier zijvertrekken. In de twee westelijke vertrekken, die van de grote zaal was gescheiden door een stenen muur, bevonden zich negen koninklijke sarcofagen met de mummies van Thoetmosis IV, Amenhotep III, Merenptah, Seti II, Siptah, Sethnacht, Ramses IV, Ramses V en Ramses VI. Ze waren daar verborgen door de hogepriester Pinodjem om ze te vrijwaren van plunderingen en ontheiligingen.
Ook werden er twee vrouwelijke mummies aangetroffen, de elderly lady en de younger lady. De elderly lady heeft rood haar, dezelfde kleur als dat van het haar in een minisarcofaag, dat gevonden werd in het graf van Toetanchamon met de naam van koningin Teje erop. Vergelijking van het DNA-materiaal van deze mummie met dat van de mummies van haar ouders, Joeja en Toeja, door het National Research Center in Caïro heeft aangetoond dat het hier inderdaad om koningin Teje gaat. DNA-onderzoek toonde ook aan dat de younger lady Toetanchamons moeder was en dat zij net als Toetanchamons vader, Achnaton, een kind was van Amenhotep III en Teje. De precieze identiteit van de younger lady blijft echter onbekend. Achnaton had twee met naam bekende vrouwen, Nefertiti en Kiya, maar van geen van hen is bekend dat zij ook de zus van Achnaton was. De namen van vijf dochters van Amenhotep III zijn bekend, maar van geen van hen is bekend dat ze met Achnaton trouwde.

## Overzichtskaart
Ten oosten: 
DK 1 · 
DK 2 · 
DK 3 · 
DK 4 · 
DK 5 · 
DK 6 · 
DK 7 · 
DK 8 · 
DK 9 · 
DK 10 · 
DK 11 · 
DK 12 · 
DK 13 · 
DK 14 · 
DK 15 · 
DK 16 · 
DK 17 · 
DK 18 · 
DK 19 · 
DK 20 · 
DK 21 · 
DK 26 · 
DK 27 · 
DK 28 · 
DK 29 · 
DK 30 · 
DK 31 · 
DK 32 · 
DK 33 · 
DK 34 · 
DK 35 · 
DK 36 · 
DK 37 · 
DK 38 · 
DK 39 · 
DK 40 · 
DK 41 · 
DK 42 · 
DK 43 · 
DK 44 · 
DK 45 · 
DK 46 · 
DK 47 · 
DK 48 · 
DK 49 · 
DK 50 · 
DK 51 · 
DK 52 · 
DK 53 · 
DK 54 · 
DK 55 · 
DK 56 · 
DK 57 · 
DK 58 · 
DK 59 · 
DK 60 · 
DK 61 · 
DK 62 · 
DK 63 · 
DK 64 · 
DK 65
Ten westen:
WV 22 · 
WV 23 · 
WV 24 · 
WV 25 · 
WV A · 
WV F